# Hjermind
Hjermind er en landsby nordøst for Bjerringbro.
Landsbyen er næsten sammenhængende med Bjerringbro og ligger øst for rute 575.
Vejnettet i Hjermind udgøres af Hjermind Byvej, Tingstedvej, Sløvkrog og et par mindre tværveje.
Nordligst i landsbyen ligger Hjermind Kirke.
Landsbyen har forsamlingshus.
H.C. Andersen skrev teksten til Jylland mellem tvende have under en rejse i 1859 med hestvogn fra Randers til Hjermind og færdigskrev den i Hjermind præstegård.
Jørgen Swane var da sognepræst i Hjermind-Le-Hjorthede.
En mindesten for H.C. Andensen og hans tekst står nu ved præstegården.